# 上野商事 (兵庫県)
株式会社上野商事（うえのしょうじ）は、兵庫県神戸市に所在する、飲食店向けの貸しおしぼりなどを製造・販売する会社である。

## 事業所所在地
本社
- 郵便番号:658-0022
- 神戸市東灘区深江南町4-7-3
- 阪神高速3号神戸線深江ランプ・芦屋ランプ下車
- 阪神本線深江駅下車

西支店
- 郵便番号：675-0011
- 兵庫県加古川市野口町北野685-2
- 加古川バイパス 加古川東ランプ・加古川ランプ下車

## 概要
ピエロ本舗のブランドで、京阪神地区を中心に飲食店向けの貸しおしぼりの製造・販売を行っている。また、飲食店・医療機関向けに資材の販売も行っている。

## 沿革
- 1948年（昭和23年）2月 - 神戸市三宮にてアイスクリームの製造・販売を始める。当時の屋号は上野商店。
- 1962年（昭和37年）10月 - 株式会社上野製菓として設立。アイスクリーム製造部を設立。
- 1963年（昭和38年）4月 - 本社ビルを神戸市東灘区に建設。ピエロ本舗として日本初のピエロ焼き・ホットドッグなどの移動販売を開始。
- 1966年（昭和41年）10月 - 株式会社上野商事に改名。喫茶用品販売部を設立。おしぼりの製造を開始。
- 1985年（昭和60年）1月 - 紙おしぼりの製造を開始。
- 1989年（平成元年）10月 - クリーンピエロ事業部を設立。レンタルマットなどのリース事業を開始。
- 2000年（平成12年） 
  - 4月 - クリーンピエロ事業部内にリネン部を設立。メディカルリネンリースを開始。
  - 10月 - 病院向け消耗品販売を開始。
- 2001年（平成13年）4月 - リネン部がメディカル事業部に昇格。
- 2004年（平成16年）6月 - 医療業界向けディスポ商品の製造開始。